# Radelca
Radelca je naselje v Občini Radlje ob Dravi. Naselje leži pod vrhom istoimenskega hriba (920 mnv).